# A Sorrow in Our Hearts
A Sorrow in Our Hearts is het debuutalbum van de Nederlandse band US. Het bleek een klein onverwacht succes binnen de progressieve rock van Nederlandse bodem. Men verkocht er zoveel van dat een tweede album in eigen studio kon worden opgenomen. De zang en melodieën op A Sorrow in Our Hearts zijn nog niet geheel op elkaar afgestemd en ook de productie is matig. Het album is in eigen beheer uitgegeven maar ook verkrijgbaar via gespecialiseerde internetwinkels.

## Musici
- Jos Wernars – basgitaar, gitaar en zang
- Ernest Wernars – toetsen en zang
- Paul van Velzen – slagwerk
- Peter de Frankrijker – gitaar

## Composities
1. Rollercoaster (9:05)
2. The acid dream (11:58)
3. Dog (10:22)
4. Forever yours (5:56)
5. A sorrow in our hearts (9:41)
6. Passport to Magonia (12:38)